# James James
James James (aussi connu sous le nom bardique de Iago ap Ieuan) (4 novembre 1833 - 11 janvier 1902) était un harpiste et musicien gallois de Pontypridd, Rhondda Cynon Taf. Il composa l'air de l'hymne national gallois Hen Wlad Fy Nhadau (Pays de mes ancêtres).
James James composa la mélodie qui fut ensuite connue comme Hen Wlad fy Nhadau en janvier 1856. Au départ, elle fut connue sous le nom Glan Rhondda (les rives de la Rhondda), ce qui engendra la tradition selon laquelle l'air lui était venu à l'esprit tandis qu'il marchait sur la rive de la rivière Rhondda. Son père, Evan James, écrivit les paroles qui devinrent finalement celles de l'hymne national gallois.
Un mémorial à James James et son père, sous la forme des muses de la Poésie et de la Musique, se trouve à Ynys Angharad Park, Pontypridd.